# Sebastian Dunkelberg
Sebastian Dunkelberg (* 5. Juli 1963 in Hamburg) ist ein deutscher Film- und Theaterschauspieler.

## Leben
Sebastian Dunkelberg wurde 1963 in Hamburg geboren. Von 1988 bis 1992 absolvierte er an der Schule für Schauspiel Hamburg (O33) seine Schauspielausbildung. Von  1984 bis 1987 belegte er ein Studium der Theologie und Philosophie an der Philosophisch-Theologischen Hochschule St. Georgen in Frankfurt am Main. Seit 1995 wirkte Dunkelberg in verschiedenen Fernseh- und Theaterproduktionen mit, unter anderem in den ARD-Fernsehreihen Tatort, Großstadtrevier und Rote Rosen.

## Filmografie
- 1995: Die Geliebte – Lüge aus Liebe – ZDF, Reihe – Regie: Dagmar Damek
- 1995: Unser Charly – Sandra und Charly und Es wird alles wieder gut – ZDF, Serie Regie: Helmut Förnbacher
- 1995: Alles außer Mord – Hals über Kopf – ProSieben, Reihe – Regie: Nicolai Müllerschön
- 1996: Tatort – Tod auf Neuwerk – ARD, Reihe – Regie: Helmut Förnbacher
- 1995: Echt Harder – Blackout – RTL, Serie – Regie: Wolfgang F. Henschel
- 1996: Die Männer vom K3 – Eine saubere Stadt – ARD, Serie – Regie: Helmut Förnbacher
- 1996: Ein Mann steht seine Frau – Pilot und Sekretärin des Jahres – SAT1, Serie Regie: Peter Weck/Uli Baumann
- 1997: St. Angela – Heldentaten – ARD, Serie – Regie: Wolfgang F. Henschel
- 1998: Großstadtrevier – Aller Anfang ist schwer – ARD, Serie – Regie: Helmut Förnbacher
- 1998: Alarm für Cobra 11 – Die Autobahnpolizei – Die Anhalterin – RTL, Serie Regie: Oren Schmuckler
- 1999: Alarm für Cobra 11 – Die Autobahnpolizei – Die schwarze Rose – RTL, Serie Regie: Raoul W. Heimrich
- 2000: Die Rettungsflieger – Todesfahrt ZDF, Serie – Regie: Rolf Liccini
- 2001: Großstadtrevier – Die Jagd nach dem Glück – ARD, Serie – Regie: Helmut Förnbacher
- 2002: Wie geht’s weiter – Harte Zeiten – KiKa, Serie – Regie: Simon Rogowski
- 2003: Großstadtrevier – Schmalspur – ARD, Serie – Regie: Miko Zeuschner
- 2005: Großstadtrevier – Fenstergespenster – ARD, Serie – Regie: Miko Zeuschner
- 2005: M.E.T.R.O. Ein Team auf Leben und Tod – Schwarze Organe – ZDF, Serie Regie: Karola Meeder
- 2005: Girlfriends – Süsses und Saures und Versteckspiele – ZDF, Serie – Regie: Bodo Schwarz
- 2008: Großstadtrevier – Ungeschriebene Gesetze – ARD, Serie – Regie: Michael Knof
- 2015: Rote Rosen – ARD, Telenovela – Regie: Patrick Caputo
- 2015: Großstadtrevier – Herr Müller hat gesagt – ARD, Serie – Regie: Till Franzen
- 2016: Die Pfefferkörner – Jonne unter Verdacht – KiKa, Serie – Regie: Franziska Hörisch
- 2017: Nord Nord Mord – ZDF, TV-Reihe – Regie: Anno Saul
- 2017: Tod eines Mädchens 2 – Die verschwundene Familie – ZDF
- 2017: Beat – Amazon Video, Serie – Regie: Marco Kreuzpaintner
- 2019: Tatort – Das verschwundene Kind
- 2019: Notruf Hafenkante – Erster Einsatz – ZDF, TV-Reihe – Regie: Oliver Liliensiek
- 2021: Helen Dorn – Wer Gewalt sät (Fernsehreihe)

## Theater
- 1997: TerrorSpiel – Die Möwe – Rolle: Boris Trigorin – Regie: Nicolas Stemann – Kampnagel Hamburg, Green Room Manchester u. a. (Regiediplom Schauspiel)
- 1997–1998: Gottes vergessene Kinder – Rolle: Orin Dennis – Regie: Harald Siebler – Theatergastspiele Kempf
- 1998: Max – der Freischütz – Rolle: Kasper – Regie: Thomas Fiedler – Junges Forum der Musikhochschule Hamburg (Regiedipolm Musiktheater)
- 1998: Zombie‘ 45 – Am Baß Adolf Hitler – Rollen: diverse – Regie: Nicolas Stemann – Hamburger Kammerspiele
- 1999: Was ihr wollt – Rolle: Bleichenwang – Regie: Volker Matzen – Felilichttheater Neu Lübtheen
- 2000: Gottes vergessene Kinder – Rolle: Orin Dennis – Regie: Harald Siebler – Theatergastspiele Kempf
- 2000–2001: Kauft Tasso – Rolle: Herzog Alphons – Regie: Nicolas Stemann – Schauspielhaus Bochum
- 2001–2005: Die Frau vom Meer – Rolle: Der Fremde – Regie: Sandra Strunz – Schauspielhaus Hamburg
- 2003: Kalle Blomquist – Rolle: Onkel Einar – Regie: Kristina Faust – Theater Lübeck
- 2003: Edgar Wibeau – Rolle: Paul Wibeau – Regie Julius Seyfarth – Kampnagel Hamburg, Staatstheater Schwerin (Regiediplom Schauspiel)
- 2006: Cabaret – Rolle: Cliff Bradshaw – Regie: Jörg Schade – Theater Companie Bad Pyrmont
- 2007: Hamburger Stadtgeflüster – Rolle: Jan Ellerbrook – Regie: Melanie Thiesbrummel Theater Mignon Hamburg
- 2008: Kinder zu Unternehmern – Rolle: Spielleiter – Regie: Judith Wilkse – Kampnagel Hamburg
- 2010–2016: Dr. Sound im Einsatz – Moderator – Regie: Christoph Becher, Sandra Hoffmann, Esther Bialas – Elbphilharmonie Kinderkonzerte
- 2013–2016: Land der Lakota – Rolle: Mr. Callerhan – Der schwarze Mustang – Rolle: Mr. Baxter
- 2014: Der schwarze Mustang – Rolle: Mr. Baxter – Regie: Wolfgang Kring – Naturbühne Neu Damerow
- 2015: König Artus – Rolle: Sir Hector – Regie: Birgit Kronshage – Kunst am Kai Lübeck
- 2016: Wolfsblut – Rolle: Mr. Dawson – Regie: Wolfgang Kring – Naturbühne Neu Damerow
- 2016: Blutsbrüder – Rolle: Major Dawson – Regie: Wolfgang Kring – Naturbühne Neu Damerow